# Лезвиев, Михаил Васильевич
Михаил Васильевич Лезвиев (Дмитрий Алексеевич Водопьян, 1895, Берёза-Картузская Гродненская губерния — 20 ноября 1937) — советский скульптор, художник, монументалист. Член Союза художников СССР. Участник Гражданской войны. Белорус.

## Биография
Родился в 1895 году [уточнить].
Учился в церковно-приходской школе. Подростком проявил художественную одарённость, увлекался рисованием и лепкой. После революции студент Киевской Академии художеств и успешно оканчивает по двум специальностям — скульптор и художник. Учился у М. Л. Бойчука.
В гражданскую войну был призван в Красную Армию.
Из Москвы скульптор направляется на работу в республику Кабардино-Балкария. В городе Нальчике им было получено несколько заказов для Музея народов СССР (в Москве), для музея в Ростове. Также им был оформлен кинотеатр «Октябрьский» в Нальчике скульптурной группой «Танцующие кабардинец и кабардинка». Для музея в Москве Лезвиевым были выполнены работы на тему из колхозного быта.

### Репрессии
8 октября 1937 года был арестовани обвинён в антисоветской агитации.
Осуждён: 19 ноября 1937 года Тройкой НКВД КБАССР. Приговор: ВМН (расстрел)
Дата реабилитации: 11 апреля 1961 года. Реабилитирующий орган: определением Военного Трибунала Закавказского военного округа.

## Семья
Родился в бедной крестьянской семье.  Отец, Водопьян Алексей, родом из города Житомира, служил в полиции урядником. В семье было семеро детей: Константин (1896), Антон (1901), Алексей (1907), Дмитрий (1895), Софья (1893), Лидия и Надежда.
Константин — юрист, Дмитрий — художник, Софья — инженер-химик сахарной промышленности.
Состоял в браке с художницей Антониной Ивановой. Вместе с ней выполнили ряд монументальных работ.